# Jean Dixon
Jean Dixon, all'anagrafe Jean Jacques (Waterbury, 14 luglio 1896 – New York, 12 febbraio 1981), è stata un'attrice statunitense.

## Biografia
Fu educata in Francia, dove studiò arti drammatiche avendo come maestra Sarah Bernhardt. Lavorò per il teatro a Broadway prima di iniziare la sua carriera cinematografica nel 1929, debuttando nel film The Lady Lies di Hobart Henley, a fianco di Claudette Colbert e Walter Huston.
Nel corso della sua carriera girò 13 film. Si ritirò dal cinema nel 1938. 
Negli anni cinquanta e sessanta partecipò a un paio di telefilm.

## Filmografia

### Cinema
- The Lady Lies, regia di Hobart Henley (1929)
- Il bacio davanti allo specchio (The Kiss Before the Mirror), regia di James Whale (1933)
- Sadie McKee, regia di Clarence Brown (1934)
- I'll Love You Always, regia di Leo Bulgakov (1935)
- Mister Dynamite, regia di Alan Crosland (1935)
- Voglio essere amata (She Married Her Boss), regia di Gregory La Cava (1935)
- La moglie riconquistata (To Mary - with Love), regia di John Cromwell (1936)
- L'impareggiabile Godfrey (My Man Godfrey), regia di Gregory La Cava (1936)
- Il magnifico bruto (The Magnificent Brute), regia di John G. Blystone (1936)
- Sono innocente (You Only Live Once), regia di Fritz Lang (1937)
- Swing High, Swing Low, regia di Mitchell Leisen (1937)
- Gioia d'amare (Joy of Living), regia di Tay Garnett (1938)
- Incantesimo (Holiday), regia di George Cukor (1938)

### Televisione
- General Electric Theater – serie TV, episodio 4x29 (1956)
- Play of the Week – serie TV, 1 episodio (1960)

## Doppiatrici italiane
- Giovanna Scotto in Sono innocente, L'impareggiabile Godfrey